# Station Bugle
Bugle is een spoorwegstation van National Rail in Bugle, Restormel in Engeland. Het station is eigendom van Network Rail en wordt beheerd door Great Western Railway. Het station is een request stop, waar treinen alleen stoppen op verzoek.

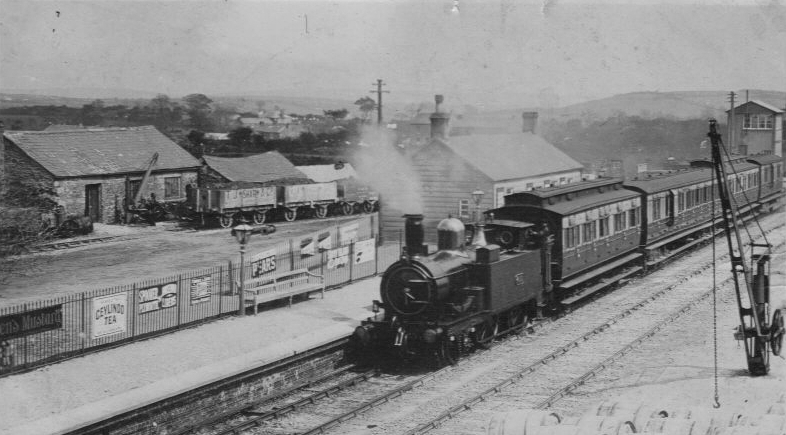
Station Bugle, circa 1910